# 小林佐知子
小林 佐知子（こばやし さちこ）は、日本の心理学者（心理学）。学位は博士（心理学）（名古屋大学・2008年）。静岡県立大学短期大学部こども学科教授。
名古屋大学発達心理精神科学教育研究センター臨床研究助手、大垣女子短期大学総合教育センター准教授などを歴任した。

## 来歴

### 生い立ち
国が設置・運営する名古屋大学に進学し、教育学部の人間発達科学科にて学んだ。2002年（平成14年）3月、名古屋大学を卒業した。そのまま名古屋大学の大学院に進学し、教育発達科学研究科にて学んだ。2004年（平成16年）3月、名古屋大学の大学院における博士前期課程を修了した。それに伴い、修士の学位を取得した。なお、同年に名古屋大学は国から同名の国立大学法人に移管されたが、引き続き名古屋大学の大学院に在籍した。2007年（平成19年）3月、名古屋大学の大学院における博士後期課程を単位取得退学した。なお、「乳幼児をもつ母親の抑うつの発生プロセス――夫からのサポートと母親のコントロール感の相互作用モデル」と題した博士論文を執筆しており、2008年（平成20年）4月30日に名古屋大学より博士（心理学）の学位を取得した。

### 心理学者として
大学院生の頃より母校である名古屋大学に勤務しており、2003年（平成15年）5月から同大学の発達心理精神科学教育研究センターで技術補佐員を務めていた。大学院単位取得退学後の2011年（平成23年）4月からは、発達心理精神科学教育研究センターの技術補佐員に加えて臨床研究助手も務めた。2012年（平成24年）4月、同名の学校法人により設置・運営される大垣女子短期大学に転じ、総合教育センターの准教授に就任した。2017年（平成29年）4月、県と同名の公立大学法人が設置・運営する静岡県立大学に転じ、短期大学部のこども学科にて教授に就任した。

## 研究
専門は心理学であり、具体的には子供の発達初期における親のメンタルヘルスの影響について研究していた。また、幼児の発達と描画アセスメントに関する研究や、幼稚園での教育実習におけるストレスとそれに対する行動について研究していた。そのほか、子育てに対する動機づけと育児行動についても研究していた。
学術団体としては、日本発達心理学会、日本教育心理学会、日本心理臨床学会、日本児童青年精神医学会、日本小児保健学会、日本保育学会、日本乳幼児・医学心理学会、などに所属していた。

## 略歴
- 2002年 - 名古屋大学教育学部卒業[1]。
- 2003年 - 名古屋大学発達心理精神科学教育研究センター技術補佐員[4]。
- 2004年 - 名古屋大学大学院教育発達科学研究科博士前期課程修了[1]。
- 2007年 - 名古屋大学大学院教育発達科学研究科博士後期課程単位取得退学[1]。
- 2011年 - 名古屋大学発達心理精神科学教育研究センター臨床研究助手[4]。
- 2012年 - 大垣女子短期大学総合教育センター准教授[4]。
- 2017年 - 静岡県立大学短期大学部こども学科教授[4]。

## 著作

### 分担執筆、寄稿、等
- 村瀬聡美・我部山キヨ子編『母子の心理・社会学』4版、医学書院、2008年。ISBN 9784260005449
- 島義弘・西野泰代編集『個と関係性の発達心理学――社会的存在としての人間の発達』北大路書房、2018年。ISBN 9784762830167

### 註釈
1. ↑  名古屋大学は、2004年に国から国立大学法人名古屋大学に移管された。
2. ↑  名古屋大学は、2020年に国立大学法人名古屋大学から国立大学法人東海国立大学機構に移管された。
3. ↑  大垣女子短期大学は、2017年に学校法人大垣女子短期大学から学校法人大垣総合学園に移管された。